# UWB
Ultra Wide Band (også UWB, ultra-wide band, eller ultra-wide-band) er en generel betegnelse for en bestemt måde at transmittere et radiosignal på.
UWB-radiosendere transmitterer signaler ved lav effekt, i et meget bredt frekvensbånd i frekvensspektret. Dette til forskel fra traditionelle radiosendere, som typisk opererer med højere effekt meget tæt omkring den valgte centerfrekvens, både for at undgå forstyrrelser mellem forskellige signaler, og for at maksimere udnyttelsen af frekvensbåndet.
UWB har været, og er stadig, et omdiskuteret emne i Europa, primært på grund af frygt for at det bredspektrede signal forstyrrer andre urelaterede signaler.

## Lovgivning
Den amerikanske telemyndighed Federal Communications Commission (FCC) godkendte allerede i 2002 licensfri anvendelse af UWB i båndet der ligger fra 3.1-10.6 GHz, derfor er mange amerikanske selskaber langt i udviklingen af UWB udstyr. Blandt andet har Intel lanceret en række chips med UWB kompatible radiogrænseflader.
Den danske telemyndighed Erhvervsstyrelsen har i "Bekendtgørelse nr. 1140 af 7. november 2006 om anvendelse af radiofrekvenser uden tilladelse samt om amatørradioprøver og kaldesignaler m.v." tilladt licensfri anvendelse af UWB i frekvensbåndet 6 GHz-8,5 GHz under visse betingelser. Betingelserne sigter mod at begrænse UWB udstyrs anvendelse til indendørs brug, og tillader blandt andet ikke brug af UWB i fri luft, samt om bord på luftfartøjer.
Indførslen af denne mulighed i bekendtgørelsen sker som følge af en overordnet europæisk beslutning i European Radiocommunications Committee (ECC), der udtrykker ønske om indførelse af en harmoniset UWB politik i Europa. Beslutningen i ECC skete i marts 2006 og er offentliggjort i beslutningsnotatet "ECC/DEC (06) 04".

## Udbredelse
Anvendelsen af UWB baserede radiosendere er stadig ikke særlig stor, men Bluetooth SIG, som bestyrer Bluetooth standarden, har besluttet at anvende UWB-metoden i den næste revision af Bluetooth standarden. Ligeledes har USB Implementers Forum (USB-IF) som bestyrer USB-standarden besluttet at anvende et UWB baseret radiosystem (WiMedias MB-OFDM UWB radio platform) i den officielle trådløse USB standard (Certified Wireless USB).